# Frank de Grave
Franciscus Hendrikus Gerardus de Grave, dit Frank de Grave, né le 27 juin 1955 à Amsterdam, est un homme d'affaires et homme politique néerlandais, membre du Parti populaire pour la liberté et la démocratie (VVD) et ancien ministre de la Défense (1998-2002).

## Éléments personnels

### Formation et carrière
Après avoir achevé ses études secondaires à Assen, en 1973, il suit des études supérieures de droit à l'université royale de Groningue jusqu'en 1979, puis accomplit son service militaire d'un an dans l'administration militaire.
Il est recruté par la Amsterdam-Rotterdam Bank (AMRO Bank) en 1981, comme secrétaire adjoint du conseil d'administration, mais démissionne au bout d'un an pour se lancer dans la vie politique. En 2004, il est désigné président du collège des tarifs des assurances-santé (CTG), puis devient président de l'autorité néerlandaise des assurances (NZa) deux ans plus tard.
Il rejoint le secteur privé en 2009, d'abord en tant que directeur financier de la DSB Bank, puis fonde le cabinet de consultants, De Grave Conseil et Gestion, tout en étant embauché comme consultant en gestion et organisation à temps partiel chez Twynstra Gudde.

### Vie privée
Il vit à Amsterdam, où il s'est marié en 1983, est père de deux enfants, un fils et une fille, et de confession catholique romaine.

## Parcours politique

### Fonctions militantes
Nommé secrétaire international de l'Organisation de jeunesse « Liberté et démocratie » (JOVD), mouvement de jeunes du Parti populaire pour la liberté et la démocratie (VVD), en 1977, il en est élu président l'année suivante, pour un mandat de deux ans. En 1985, il est choisi pour occuper, jusqu'en 1985, le poste de secrétaire de la commission d'appel de la JOVD.
Il est élu président de la section du VVD d'Amsterdam en 2006.

### Élu local d'Amsterdam
Il entre au conseil municipal d'Amsterdam en 1982, mais le quitte cinq ans plus tard. Il y fait cependant son retour dès 1990, après avoir mené la liste libérale-démocrate aux élections municipales ; il est nommé échevin aux Finances. À ce titre, il occupe, pendant quatre mois en 1994, l'intérim du poste de bourgmestre à la suite de la nomination d'Ed van Thijn au gouvernement.

### Au niveau national
Après avoir été une première fois représentant à la Seconde Chambre des États généraux entre 1982 et 1990, il devient secrétaire d'État à la Sécurité sociale et aux Conditions de travail, au sein du ministère des Affaires sociales et de l'Emploi, le 2 juillet 1996. Aux élections législatives du 6 mai 1998, il est réélu représentant ; le 3 août suivant, Frank de Grave est nommé ministre de la Défense dans la seconde coalition violette du travailliste Wim Kok.

#### Ministre de la Défense
Dès sa prise de fonction, il est confronté à de nouvelles révélations concernant le massacre de Srebrenica et commande alors au ministre d'État et ancien ministre Jos van Kemenade un rapport, qui conclura à l'absence de faute des Forces armées néerlandaises. Les critiques tout de même soulevées par ce rapport lui serviront de base à la réorganisation de son département ministériel. Il a également pris la décision d'acquérir le futur avion de combat américain F-35 Lightning II, voire de participer à son programme d'élaboration, le Joint Strike Fighter (JSF).
Cette décision est prise le 16 avril 2002, date à laquelle le gouvernement décide de démissionner après la publication du rapport de l'Institut néerlandais d'études militaires (NIOD) sur le massacre de Srebrenica, qui aboutit à des conclusions très différentes du rapport Kemenade et selon lequel « les considérations humanitaires et les ambitions politiques ont poussé les Pays-Bas à se lancer dans une mission de paix irréfléchie et pratiquement irréalisable ».

#### Dernier mandat parlementaire
Il est toutefois réélu représentant à la Seconde Chambre aux élections législatives du 15 mai et exerce l'intérim de son poste ministériel jusqu'au 22 juillet. Il est alors désigné vice-président du groupe parlementaire du VVD, renonçant à ce poste en mai 2003, deux mois après avoir été élu président de la commission parlementaire des Affaires économiques. À partir du mois de juin, il cumule cette présidence avec celle de la commission des Affaires des Antilles néerlandaises et d'Aruba. Il abandonne la commission des Affaires économiques en janvier 2004, devenant, dans la foulée, président de celle de la Santé, du Bien-être et des Sports.
Il démissionne de son mandat parlementaire le 1er avril 2004 et se retire alors de la vie politique.